# Kepler-22b

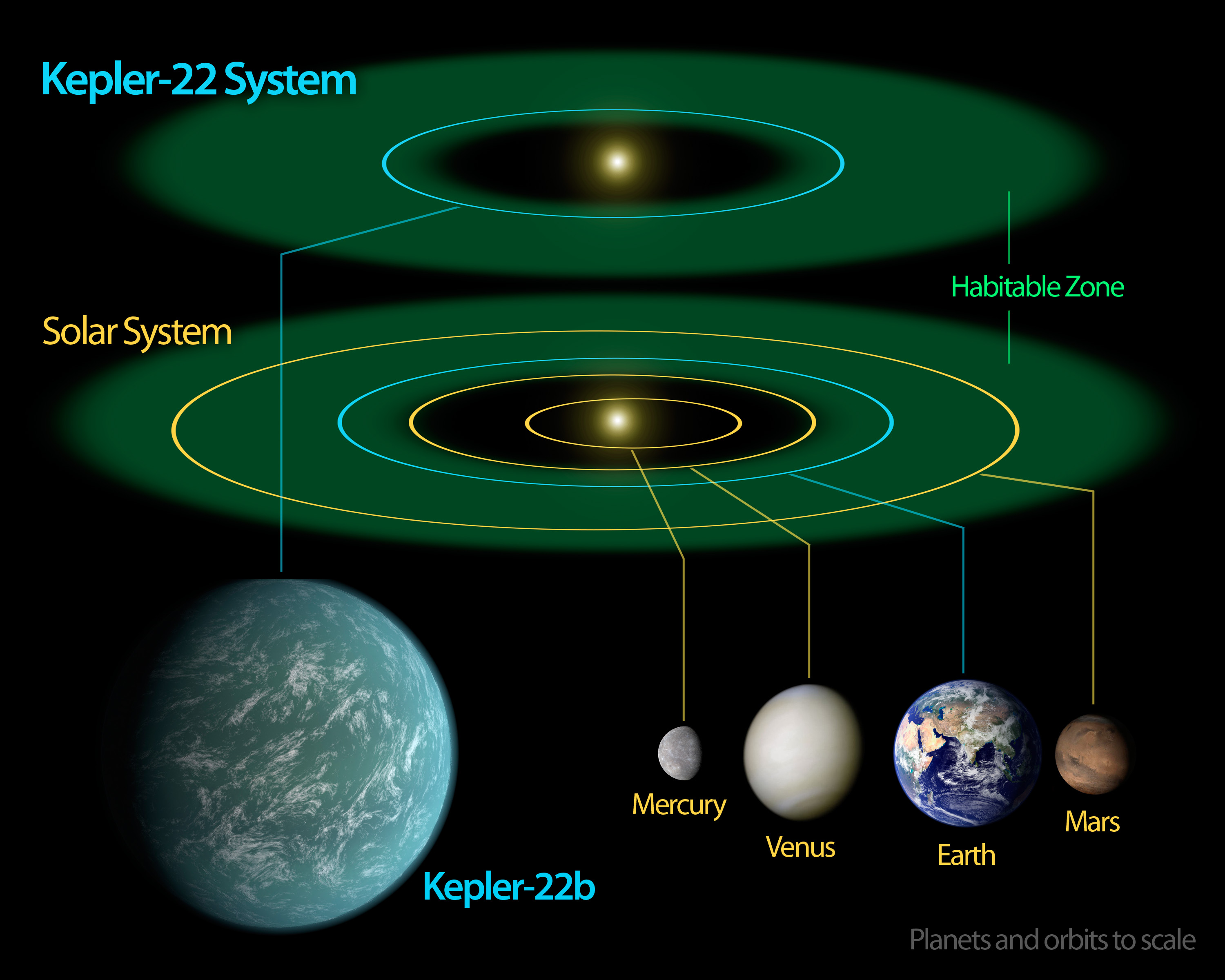
Größenvergleich Kepler-22b (künstlerisch freie Darstellung) mit Planeten unseres Sonnensystems

Kepler-22b ist ein in einer habitablen Zone liegender Exoplanet, der den rund 600 Lichtjahre von der Erde entfernten, sonnenähnlichen Stern Kepler-22 umrundet.

## Entdeckung
Der Planet wurde mit Hilfe des Weltraumteleskops Kepler entdeckt. Dieses Teleskop zeichnet Helligkeitsschwankungen auf, die auftreten, wenn ein Planet von der Erde aus gesehen genau vor seinem Zentralstern vorbeizieht (siehe Transitmethode). Erstmals beobachtet wurde ein Transit bereits im Jahr 2009, drei Tage nachdem Kepler betriebsbereit gemeldet wurde, die für die Bestätigung erforderliche dritte Sichtung fand 2010 statt. Seine Entdeckung wurde am 5. Dezember 2011 nach weiteren Beobachtungen des Zentralsterns mit erdgebundenen Instrumenten veröffentlicht, mit denen andere Ursachen der Transitlichtkurven (wie ein bedeckungsveränderlicher Stern in der Sichtlinie) mit einer Wahrscheinlichkeit von etwa 1:600 ausgeschlossen werden konnten.

## Eigenschaften
Der von Kepler-22b umkreiste Stern gehört der Spektralklasse G5 an. Für einen Umlauf benötigt der extrasolare Planet etwa 290 Tage. Er hat etwa den 2,4-fachen Durchmesser der Erde, also ca. 30.500 km, und ist damit möglicherweise eine Supererde. Der Planet befindet sich in der habitablen Zone, was prinzipiell erdähnliche Temperaturen und die Existenz von Wasser in flüssiger Form ermöglicht. Falls der Planet eine der Erde ähnliche Atmosphäre besitzt, wird die durchschnittliche Temperatur auf der Oberfläche auf 22 °C geschätzt.
Die Masse von Kepler-22b lässt sich derzeit noch schwer abschätzen. Die Forschergruppe um William J. Borucki berechnete Dezember 2011 Obergrenzen von 36 M⊕, mit Annahme einer Kreisbahn Obergrenzen von 27 M⊕ innerhalb der Standardabweichung. Da er bedeutend größer als die Erde ist, ist auch seine Zusammensetzung vollkommen unklar. Es könnte ein Gesteinsplanet, aber auch ein Ozeanplanet oder ein Gasplanet sein. Auch über eine eventuell vorhandene Atmosphäre des Planeten ist nichts bekannt. Man hofft, bei den nächsten Transits spektroskopische Messungen durchführen zu können.